# 櫻野三加一
《櫻野三加一》（英語：My Best Pals）（宣傳廣告的名稱是「櫻野3加1」）是2007年三立華人電視劇週日十點檔系列的第十五部作品。全劇共16集。於每週日在台視主頻首播，並於每週六在三立都會台重播。接檔《放羊的星星》。

## 播出時間
- 台視主頻首播：2007年7月29日到2007年11月11日，每周日晚間9點半～晚間11點。
- 三立都會台重播：2007年8月4日到2007年11月17日，每周六晚間9點～晚間10點半。
- 中国華娛衛視：2008年1月14日到2008年1月30日，每周一至周五晚間7點～晚間9點。
- 香港無綫劇集台：2008年1月19日到2008年5月3日，每周六晚間7點半～晚間9點。

## 故事大綱
夏天、阿将、方威、BULU四人是从小在老西街一起长大的好朋友，现就读樱野学院，一个月后就要毕业了。
而夏天的父亲，在西街当派出所所长的夏警官，明天就要退休了。但就在这一天，阿将他们跟学校的恶霸孔龙发生冲突，导致要被校长退学，到学校排解纠纷的夏警官没排解成功，却让校长搞丢了他的佩枪。于是，大家谈好条件，阿将他们继续留在学校，但要毕业前的一个月内负责找出失枪，好让夏警官安心退休，阿将、方威、 Bulu也才能顺利毕业。
在找枪的过程中，令人意外的发现是，过去与夏警官有一段渊源的越狱通缉犯灰狼竟可能与失枪事件有关，更令人惊奇的是，灰狼竟然跟樱野的学生之一有着密切的关系。
在年轻孩子之间，也因为要为夏警官找到失枪而经常要密切合作，让从小到大一直不对盘的阿将、夏天渐渐发展出感情，而原本喜欢夏天的方威，成了好友阿将的情敌。这两个三角习题，让阿将跟方威的友谊产生了变数，阿将跟夏天之间如同兄妹般的关系，也开始产生变化，他们在调查夏警官的佩枪失踪事件时又在一连串的抽丝剥茧中查出了惊人的内幕。

## 演員陣容
| 演 員             | 角 色            | 關係/暱稱 |
| 陳喬恩 （七朵花） | 夏 天            | 夏振綱之女 特警隊緝毒組 櫻野四年D班在校生。父母親早就離異，父女倆感情很好，但夏天還是會想跟母親親近；無奈母親現任丈夫並不喜歡夏天出現，而母親又要照顧三名幼子，因此母女倆多半只能透過電話聯繫。夏天的身世，卻在夏警官失槍找槍的事件中，櫻野三加一加入查案之後，開始有了重大的發現！從小就跟阿將不對盤，開始喜歡上阿將後，先是不敢相信自己，然後跟阿將發展出矛盾的奇怪情愫，弄得兩人常常吵架。被方威追求，也努力跟方威交往。三年後加入特警隊後因忙於任務與阿將的婚姻一直延期。 |
| 明道 （183club）  | 楊家將           | 綽號：阿將、電冰箱 特警隊重案組 從小就沒有爸爸，跟著媽媽一起賣關東煮。與方威、BULU、夏天四人從小一起長大，也一直都是親密的好朋友。與夏天從小就不對盤，直到最近才漸漸因彼此的正義感而互相欣賞，乃至於開始交往。不過他們即使兩情相悅，彼此之間還是有一種命定的不對盤吧。例如阿將第一次決定向夏天表白時，喝酒壯膽後，卻因喝醉酒牽錯小手、搞錯告白的對象。第二次決定告白時，鼓起勇氣發了一通語意纏綿的簡訊，卻莫名其妙搞成群發，於是阿將的家人、親戚、鄰居、師長、同學、愛慕者、仇家...等等，都分別打電話來問候阿將。第三次，終於告白成功，要伸手繞過夏天的肩膊輕摟她時，手肘卻K到人家的額頭，搞到兩人又打起來。原本與校花舒曉寒互相心儀，加上夏天，形成三角關係。後來會被同伴誤會，甚至被夏天懷疑是撿走失槍的嫌疑者，導致夏天不諒解，最後成為夏天的未婚夫。 |
| 范植偉            | 徐定凱           | 綽號：D.K.、田雞哥 夏天小時候的玩伴 特警隊隊長 本和母亲过着平静的生活，但在一次事故中母亲被流弹击中身亡，他认为都是夏警官的错，是他害死了自己的母亲。母亲死后下就夏警官带到家里生活了一段时间，与夏天感情很好。仇恨一直伴着他，他的复仇计划就此开始......但被夏天感动，喜欢上了夏天。与阿将争夺夏天。在逮捕歹徒的计划中本想借机害死夏警官，但被夏警官感动，他成绩优异，办事能力极强，是警队中的精英。虽然他被仇恨蒙蔽，但本性善良，曾经也有一段很美好的爱情，是一个好男人。明白怎样才是一名好警察。本性善良，有担当。最后在去往美國機場与“风铃女孩”有情人终成眷属。 |
| 黃志瑋            | 方 威            | 舒曉寒叫她：王子 特警隊重案組組員 父親忙著賺錢，給他的只有物質滿足，而沒有家庭溫暖，就像傳統有錢人家小孩的處境般。後來挖出藏在潛意識裡的童年小事件後，才了解為何養成偷竊癖。原來方威三歲時，偶然被父親誤以為偷東西，備受關心，從此為了吸引父親的注意及關懷，開始偷竊，漸漸變成癖好。幼時住西街，父親生意做大以後，才舉家搬出西街，但方威仍以西街為生活地盤。喜歡上夏天，且隨即擺明要追夏天，阿將雖仍不肯承認喜歡夏天，但卻開始緊張、開始吃味。 |
| 許孟哲 （5566）   | 王道仁           | 英文名：BULU 特警隊重案組組員 嬰兒時期體質不好，父母怕他夭折，聽了廟公的話，給關公認養。而且BULU父親很聰明的讓BULU給關公當乾孫子，而非乾兒子。原因是太多人給關公當乾兒子了，關公一定照應不來，而乾孫子只有這一個，關公一定認得、一定會照顧，更別提爺爺疼孫子那種勁了。因此BULU每次到廟裡，拿香拜關公時，嘴裡都叫阿公，都會引人側目。父親經營武館，BULU還沒上幼稚園就被逼著開始練武。而且父親對BULU非常嚴厲、非常兇，BULU也十分怕他。父子倆最大的衝突在繼承武館這件事情上，但BULU始終想當廚師，不肯就範，與曾雯茴默默交往。 |
| 張芯瑜            | 曾雯茴           | 綽號：小茴 夏天、舒曉寒的同班同學兼好姊妹。 私生子，母親在她小時候死於一場意外，目前與外婆相依為命，半工半讀。年老的外婆，還在西門町賣玉蘭花。從小學就被取了綽號迴紋針。因為小學三年級有一次被同學圍起來欺負，說她沒爸爸，小茴說已經跟爸爸私下約好，爸爸中秋節會偷偷回來看她，若說謊，名字就倒過來唸。結果中秋節當天，她那個神祕的父親並沒有出現，於是同學都認定她所謂的父親只是存在想像中，從此把她名字倒過來唸，變成迴文針。跟逃獄通緝犯灰狼似乎有著神秘的關係，但是沒有人知道是什麼。跟BULU默默發展成一對。 |
| 劉喆瑩            | 舒曉寒           | 舒輔之女 方威叫她：公主 夏天、曾雯茴的同班同學兼好姊妹 也是四年Ｄ班學生，舒輔之女，品學兼優，校內校外都一堆人在追，是櫻野高中校花。對阿將有好感，常令夏天吃味。跟方威總是不對盤，但因一次因緣際會看到方威的另一面，而開始對方威有的不同的觀感，兩人成為好朋友，對方威有一點點心動，但因知道方威喜歡的是夏天，轉而變成祝福與支持。 |
| 張力仁            | 孔 龍            | 綽號：恐龍 孔孝天之子 綽號恐龍，是櫻野的惡霸，在當市議員的父親則是學校董事會的成員。狂妄自大，自稱為恐龍幫老大。恐龍平日帶著大衛、小魏作威作福、仗勢欺人，號稱「櫻野三小龍」。（後來硬被阿將解釋成「三小．龍」），是主要的麻煩製造者。 對父親在當刑警且兇巴巴的夏天雖不顧忌，但也不會刻意去惹她。除此之外，全校學生都在其淫威下，特別喜歡欺負雯茴。 在與阿將對抗的過程中，通常恐龍是輸家，但他雖然每次都被四帥打敗，仍屢敗屢戰，耍狠、耍陰，無所不用其極。不過，他還是每次都輸，耍陰耍狠的結果常常是反撲到自己身上。孔議員曾經遺憾的說，孔龍出生時，母親忽然聞到一股米臭的味道，才造成他命定的會把事情搞糗，每次發生這種糗事，也只能遺憾的說：米又臭了。还有夏警官的枪就是孔龙捡走的。                                                                   |
| 趙 舜             | 舒 輔            | 舒曉寒之父，櫻野校長。沒事的時候是好好先生，有事的時候是牆頭草，只要天下太平就好，連學生也不得罪。 但因孔議員得勢，因此常受其威脅，無奈地犧牲其他人，但被逼到極限時，還是會秉持良知，勇敢反抗。 |
| 唐從聖            | 孔孝天           | 孔龍之父，暴躁，但能屈能伸，此等作風，父子倆如出一轍。很疼恐龍，誰都不怕，只怕這個兒子。急功好利，為了保護自己的兒子孔龍，常常不擇手段。 |
| 李天柱            | 夏振綱           | 警官 夏天之父，與妻子很早就離婚了，西街一個小派出所的所長，要退休前夕，卻弄丟了配槍。他是正義的化身，卻常為了處理四個小毛頭闖出來的禍而東奔西走。 |
| 胡康星            | 小 許            | 孔孝天的跟班 |
| 唐豐              | 小 古            | 夏警官的部下 |
| 贏芝              | 大 衛            | 恐龍的班底 |
| 陳威翰            | 小 魏            | 恐龍的班底 |
| 舒金寶            | 黃恢弘           | 櫻野歷史老師，无聊的老学究，上课只会照个课本念，而且也只盯着课本看，所以一半学生跑出教室鬼混，也不会察觉。 |
| 林可唯            | 關美姿           | 綽號：關達拉美拉 櫻野英文老師並兼任四年D班导师，教学方式出奇（例如，用带动唱的方式教课）。 |
| 葉民志            | 武 律            | 櫻野體育老師兼訓導主任 对学生十分严厉。總是喜歡找夏天決鬥，但是每次必輸。 |
| 王瑞瑜            | 方威父           | 方威之父 家裡雖然有錢 但時常在國外，不太關心兒子方威。 |
| 尹昭德            | 阿將父           | 阿將之父 有一次，阿將要跟別人打架，阿將父在勸架過程當中發生車禍身亡。 |
| 程秀瑛            | 阿將母／阿將奶奶 | 阿將之母 是傳統的婦女，自從阿將父親過世之後，就靠著楊父留下來的攤子跟阿姨把阿將養大，最擔心的事情就是家中唯一個希望—阿將，出任何狀況。 (★註：阿將(楊家將)中彈住院的時候由程秀瑛客串阿將的奶奶。) |
| 王琦              | 阿將姨           | 阿將之姨 阿姨則是年過四十卻仍小姑獨處的大姑娘，為人海派有正義感，大家都把他當半個男人看。幫助阿將的媽媽一起賣關東煮。 |
| 楊雄              | BULU父           | BULU之父 大男人主義、嚴肅、冷面笑將型。經營武館，BULU還沒上幼稚園就被他逼著開始練武，而且對BULU非常嚴厲、非常兇，BULU也十分怕他。想要BULU繼承武館，無奈BULU從小喜歡的是進廚房料理佳肴。因為全西門町都知道這事情，深深引以為恥，只要抓到BULU進廚房，就開扁。 |
| 戴自華            | BULU母           | BULU之母 個性溫和。 |
| 琇琴              | D.K.母           | D.K.之母 在一場槍戰中去世 令D.K.十分悲痛，開始展開復仇計畫。 |
| 張光禧            | 蔣 伯            | 櫻野校工 |
| 屈中恆            | 張宇文           | 綽號：灰 狼 原本是孔议员的手下，多年前被孔议员设计背黑锅而入狱。如今逃狱出来，要找孔议员算帐，因而被通缉。也是小茴婆婆的恩人。在小茴帮助下藏匿在学林的阳光鬼屋，方便与小茴联系。后发现自己妻子嫁给夏天的父亲，要杀了他，最后夏警官为了把夏天从灰狼枪下救回，告诉他夏天是自己女儿，失手被擒。被擒后夏警官骗夏天是为了救下她情急之下骗灰狼的。 |
| 高山峰            | Solomen          | 泰國毒梟白象王的準接班人 |
| 狄志杰            | 製 片            | 幫Joyce拍MV |
| 廖語晴            | Joyce            | 當紅的女歌手 |
| 程伯仁            | 老 闆            | 夏天應徵工作的老闆 |
| 梁赫群            | 綜藝製作人       | 真愛大冒險的製作人 |
| 卜學亮            | 主持人           | 綽號：阿亮，真愛大冒險的主持人 |
| 鍾倫理            | 莊 總            | 無線電視台總經理 |
| 鄧九雲            | 風鈴女孩         | D.K.的女友 |
| 郭彥甫            | 警 員            | 在第十六集開車載夏天趕到真愛大冒險現場找阿將的警員 |
| 龍天翔            | 白象王           | 泰國毒梟 |
| 黃邦明            | 小阿將           | 阿將小時候 |
| 許瓊云            | 小夏天           | 夏天小時候 |
| 嚴俊益            | 小D.K.           | D.K.小時候 |
| 李子洋            | 小方威           | 方威小時候 |
| 林奕丞            | 小BULU           | BULU小時候 |

## 客串角色
| 演員   | 集次  | 角色     |
| 郭志宏 | 第1集 |          |
| 趙駿亞 | 第4集 | 律師     |
| 傅顯濬 | 第6集 |          |
| 柯素雲 |       | 李王寶慧 |
| 伊正   | 第1集 | 市長     |
| 曾莞婷 | 第7集 | Sophia   |

## 收視率（台視）
| 播映日期   | 集數     | 收視率 |
| ---------- | -------- | ------ |
| 2007/07/29 | 01       | 2.58   |
| 2007/08/05 | 02       | 2.18   |
| 2007/08/12 | 03       | 2.31   |
| 2007/08/19 | 04       | 2.85   |
| 2007/08/26 | 05       | 2.45   |
| 2007/09/02 | 06       | 2.16   |
| 2007/09/09 | 07       | 2.62   |
| 2007/09/16 | 08       | 2.34   |
| 2007/09/23 | 09       | 1.91   |
| 2007/09/30 | 10       | 1.88   |
| 2007/10/07 | 11       | 2.11   |
| 2007/10/14 | 12       | 1.72   |
| 2007/10/21 | 13       | 1.58   |
| 2007/10/28 | 14       | 1.60   |
| 2007/11/04 | 15       | 2.16   |
| 2007/11/11 | 16       | 2.58   |
| 收視平均   | 收視平均 | 2.19   |

## 製作團隊
- 總監：陳玉珊
- 助理總監：朱玲慧
- 監製：胡漢新、陳玉珊(第1-7集)
- 監製：陳一俊、王莉茗(第8-16集)
- 製作人：王莉茗
- 故事：林智祥(第1-7集)
- 編劇：林智祥(第1-7集)、謝小蜜、呂婉君、謝定瑜(第8-16集)
- 導演：陳銘章、楊玄、陳戎暉

## 電視劇歌曲

### 主題曲
- 歌名：終極陷阱YES SIR!
- 主唱：5566

### 片尾曲
- 歌名：再次相信
- 主唱：明道+陳喬恩

### 插曲1
- 歌名：野蠻女友
- 主唱：陳喬恩

### 插曲2
- 歌名：沒有不可能
- 主唱：許孟哲

### 插曲3
- 歌名：其實你懂我
- 主唱：陳喬恩

### 插曲4
- 歌名：尋友啟示
- 主唱：明道+許孟哲

## 電視原聲帶
《櫻野3+1電視原聲帶》則收錄11首情歌，包括了「終極陷阱」、「野蠻女友」、「沒有不可能」、「逮捕灰狼」和「頭條任務」，睽違二年的5566友情跨刀，有份參演的劇組成員許孟哲與孫協志、王仁甫與王紹偉四人聚首大唱主題曲「終極陷阱Yes Sir」，5566代表許孟哲亦擔當獨唱一曲「沒有不可能」，以及與183Club的明道兩大男角合唱插曲「尋友啟示」。
至於「最佳螢幕情侶」的明道及陳喬恩，則情深攜手合唱《櫻野3+1》的片尾曲「再次相信」，這首歌曲描述戀人有著太多的回憶，這些都發生在那年的仲夏季。
　1. 終極陷阱 (主題曲/演唱:5566)     
 
　2. 野蠻女友 (插曲/演唱:陳喬恩)      

　3. 沒有不可能 (插曲/演唱:許孟哲)    
  
　4. 逮捕灰狼 (配樂/Instrumental)    
  
　5. 頭條任務 (配樂/Instrumental)    
   
　6. 其實你懂我 (插曲/演唱:陳喬恩)     
  
　7. 仲夏的回憶 (配樂/Instrumental)   
    
　8. 愛在七里霧 (配樂/Instrumental)   
    
　9. 尋友啟示 (插曲/演唱:明道+許孟哲)   
   
　10. 同一個街道 (配樂/Instrumental)   
   
　11. 再次相信 (片尾曲/演唱:明道+陳喬恩)

## 週邊商品
- 「櫻野3加1」寫真紀實
- 「櫻野3加1」電視原聲帶
- 「櫻野3加1」貼心套組(便利貼+偶像大頭貼)
- 「櫻野3加1」珍藏手札 +珍藏包全套20包組
- 「櫻野3加1」珍藏包—全套20包組
- 「櫻野3加1」珍藏包—隨機10包組
- 「櫻野3加1」原子筆組合A(原子筆+索引筆記本)
- 「櫻野3加1」原子筆組合B(原子筆+相框便條紙)

## 外部連結
- 櫻野三加一台視官方網站 （页面存档备份，存于）
- 櫻野三加一三立官方網站

## 電視節目的變遷
| 中華民國 台視 星期日21:30 - 23:15      | 中華民國 台視 星期日21:30 - 23:15        | 中華民國 台視 星期日21:30 - 23:15 |
| -------------------------------------- | ---------------------------------------- | --------------------------------- |
|                                        | 櫻野三加一 （2007.07.29 - 2007.11.11）   |                                   |
| 放羊的星星 （2007.03.11 - 2007.07.22） | 鬥牛，要不要 （2007.11.18 - 2008.03.09） |                                   |

| 中華民國三立都會台 星期六21:00         | 中華民國三立都會台 星期六21:00           | 中華民國三立都會台 星期六21:00 |
| -------------------------------------- | ---------------------------------------- | ------------------------------ |
|                                        | 櫻野三加一 （2007.08.04 - 2007.11.17）   |                                |
| 放羊的星星 （2007.03.17 - 2007.07.28） | 鬥牛，要不要 （2007.11.24 - 2008.03.15） |                                |

| 新加坡 星和都會台 星期天 19:00-21:00 | 新加坡 星和都會台 星期天 19:00-21:00   | 新加坡 星和都會台 星期天 19:00-21:00 |
| ------------------------------------ | -------------------------------------- | ------------------------------------ |
|                                      | 櫻野三加一 （2008.02.17 - 2008.05.11） |                                      |
| 換換愛 （2007.11.18 - 2008.02.10）   | 這裡發現愛 （2008.05.18 - 2008.08.10） |                                      |